# Гіппотрофи
Гіппотрофи (дав.-гр. ἱπποτρόφοι, досл. «годувальники коней») — назва аристократичної верхівки у деяких містах-державах Стародавньої Греції, зокрема у Колофоні і Магнесії.
Великі власники шляхетного походження, чиїх статків вистачало на утримання коней, завдяки чому саме з них формувалася кіннота — ударна сила тогочасного війська. Пристрасть гіппотрофів до красивих коней, зокрема самфорів, доходила часто до найбезглуздої марнотратності (грец. μανικαὶ ἱππώνειαι).
В Халкіді колофонським і магнесійським гіппотрофам відповідали «гіппоботи» (грец. ίπποβόται), в Еретрії — «вершники» (грец. ἱππεύς), на Самосі і у Сіракузах— «геомори» («гамори», грец. γεωμόροι, γάμοροι), в Фівах — «спарти» (грец. σπαρτοί), в Афінах — «евпатриди» (грец. εὐπατρίδαι).